# Centro storico di Torino

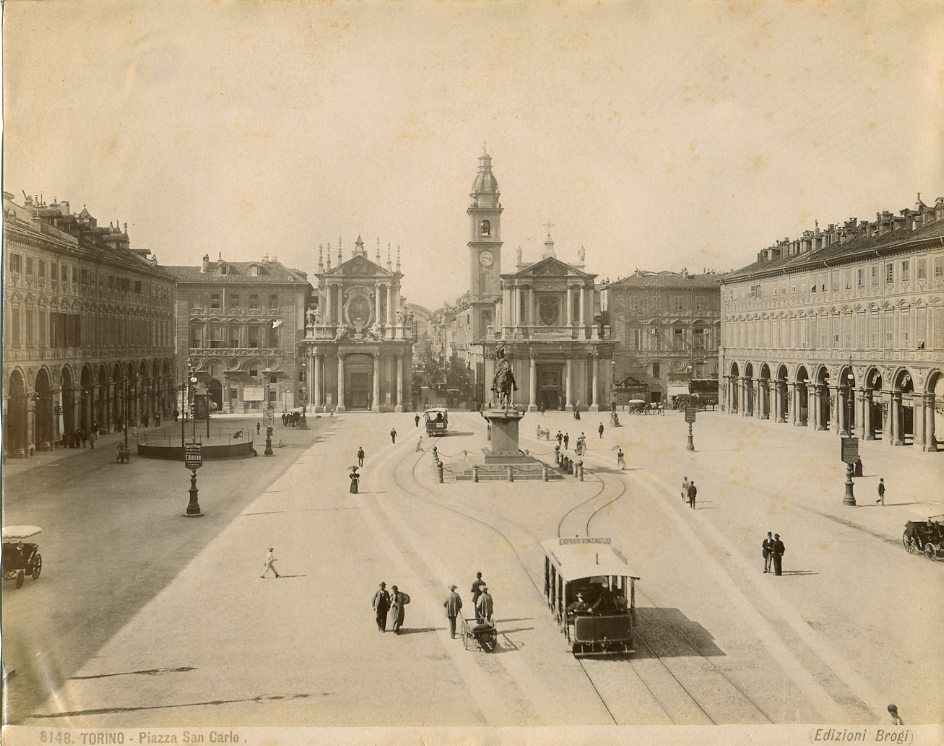
Fotografia d'epoca di Piazza San Carlo

Il Centro (Ël Sènter in piemontese) è il quartiere centrale e più antico della città di Torino, nel quale sono localizzati il maggior numero di monumenti e di luoghi storici; dal 1985 costituisce, insieme alla Crocetta, la Circoscrizione 1 della città.
È delimitato:
- a nord da Corso Regina Margherita (confine con Aurora) e Corso San Maurizio (confine con Vanchiglia)
- a ovest da Corso Inghilterra (confine con Cit Turin) e Corso Principe Oddone (confine con San Donato)
- a sud da Corso Vittorio Emanuele II (confine con la Crocetta e San Salvario)
- a est dal fiume Po (confine con Borgo Po)

## Storia

### Quadrilatero Romano
Il centro della città di Torino coincide pressappoco con il perimetro tipico del Castrum e della relativa colonia di Augusta Taurinorum, ovvero la prima struttura urbanistica a "scacchiera", fondata dagli antichi romani intorno al 28 a.C., e che si estende per circa 5 km². Il relativo disegno topografico è ancora riconoscibile nell'assetto viario di gran parte della città, e cioè con vie ortogonali, perfettamente parallele e perpendicolari. Sono altresì rimasti alcuni importanti resti della originaria cinta romana.
     in nero il tracciato della colonia romana
     in verde la planimetria della città attuale
     in rosso le parti di mura, di pavimentazione stradale o di edifici ancora visibili o almeno attestati archeologicamente
     in azzurro la posizione ipotizzata per il foro cittadino

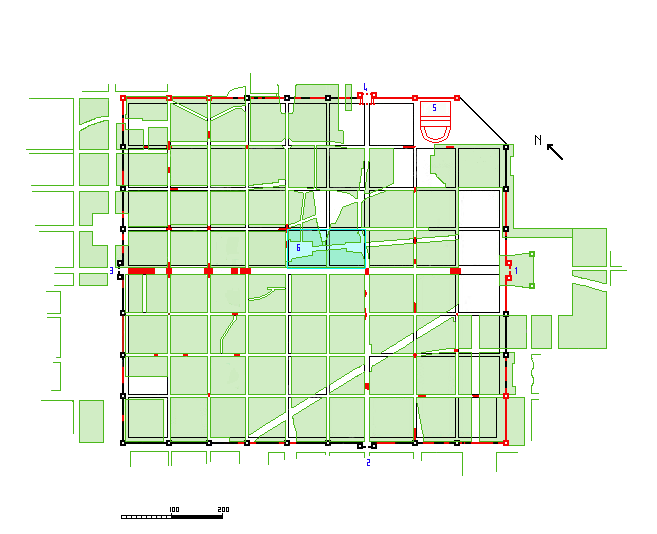
Castrum di Iulia Augusta Taurinorum
in nero il tracciato della colonia romana
in verde la planimetria della città attuale
in rosso le parti di mura, di pavimentazione stradale o di edifici ancora visibili o almeno attestati archeologicamente
in azzurro la posizione ipotizzata per il foro cittadino
1: Porta Prætoria (Casaforte degli Acaja/Palazzo Madama)
2: Porta Principalis Sinixtera (Porta Marmorea)
3: Porta Decumana (Porta Segusina)
4: Porta Principalis Dextera (Porta Palatina o Doranea)
5: Teatro
6: Foro civico

L'area detta del Quadrilatero Romano torinese quindi, viene intesa come l'interno delle antiche mura romane, essenzialmente delimitata dagli attuali Corso Regina Margherita/Porta Palazzo, tutta Via della Consolata, il tratto Via Cernaia/Via S. Teresa, Piazza Castello/Via Roma, sebbene oggi venga intesa, con questo nome, soltanto la parte occidentale del suddetto castrum. L'asse est-ovest, detto decumano maximus (corrispondente all'attuale Via Garibaldi), nel passato fu chiamato "via Dora Grossa", poiché sede di un corso idrico al centro della stessa via, in vari punti ancor visibile: esso collegava la cosiddetta Porta Principalis Dextera, detta in seguito Porta Fibellona (i cui resti si trovano ora inglobati in Palazzo Madama di piazza Castello, evoluzione dell'antico Castello Acaja-Savoia nel Medioevo) con la Porta Principalis Sinistra (o altrimenti detta Porta Segusina), perché conduceva verso la Val di Susa, situata all'incrocio tra le attuali vie Garibaldi-Via della Consolata, oggi inesistente: a pochi metri da quell'incrocio è presente soltanto la Piazzetta Susina (o Segusina), piazzetta con obelisco che fu poi chiamata Piazza Savoia. Quella che invece verrà chiamata l'attuale zona di Porta Susa, si trova più a ovest.
Perpendicolare al decumano maximus poi, c'era il cardo maximus, sull'asse all'incirca nord-sud, e corrispondente all'attuale Via San Tommaso, il quale collegava la Porta Decumana, conservatasi nelle sue strutture fondamentali (le ancor visibili "Porte Palatine" e alcuni resti intorno a Porta Palazzo), con la Porta Praetoria, sita in Via Santa Teresa angolo via San Tommaso e oggi inesistente. Il tracciato degli altri "cardi", sviluppato sull'asse di Via Porta Palatina e via San Tommaso, oggi non risulta chiaramente riconoscibile a causa di interventi di epoca medievale che lo hanno parzialmente cancellato. A fianco delle Porte Palatine, inoltre, sorgeva un antico teatro romano, ora parzialmente coperto della "manica nuova" del Palazzo Reale e parzialmente annesso al Museo di antichità. Secondo una ricostruzione plausibile, l'area attualmente occupata da piazza Palazzo di Città, l'antica "piazza delle Erbe", per via del mercato chi vi si teneva, sarebbe stata la sede del forum della cittadina romana.
Oltre alle già citate Porte Palatine e a Palazzo Madama, rimangono resti delle mura romane a fianco delle Porte Palatine stesse, sia a cielo aperto sia inglobati in edifici posteriori, il basamento di una torre angolare in via della Consolata angolo via Giulio, e resti di fondazioni delle mura nelle sale sotterranee del Museo egizio, fondato nel 1824; quest'ultimo, famoso nel mondo, è secondo solo a quello di Il Cairo, e si trova presso l'antica sede dell'Accademia delle Scienze, vicino a Piazza Castello. L'Accademia fu fondata da Joseph-Louis Lagrange come polo culturale e scientifico europeo già ai tempi dell'Illuminismo.

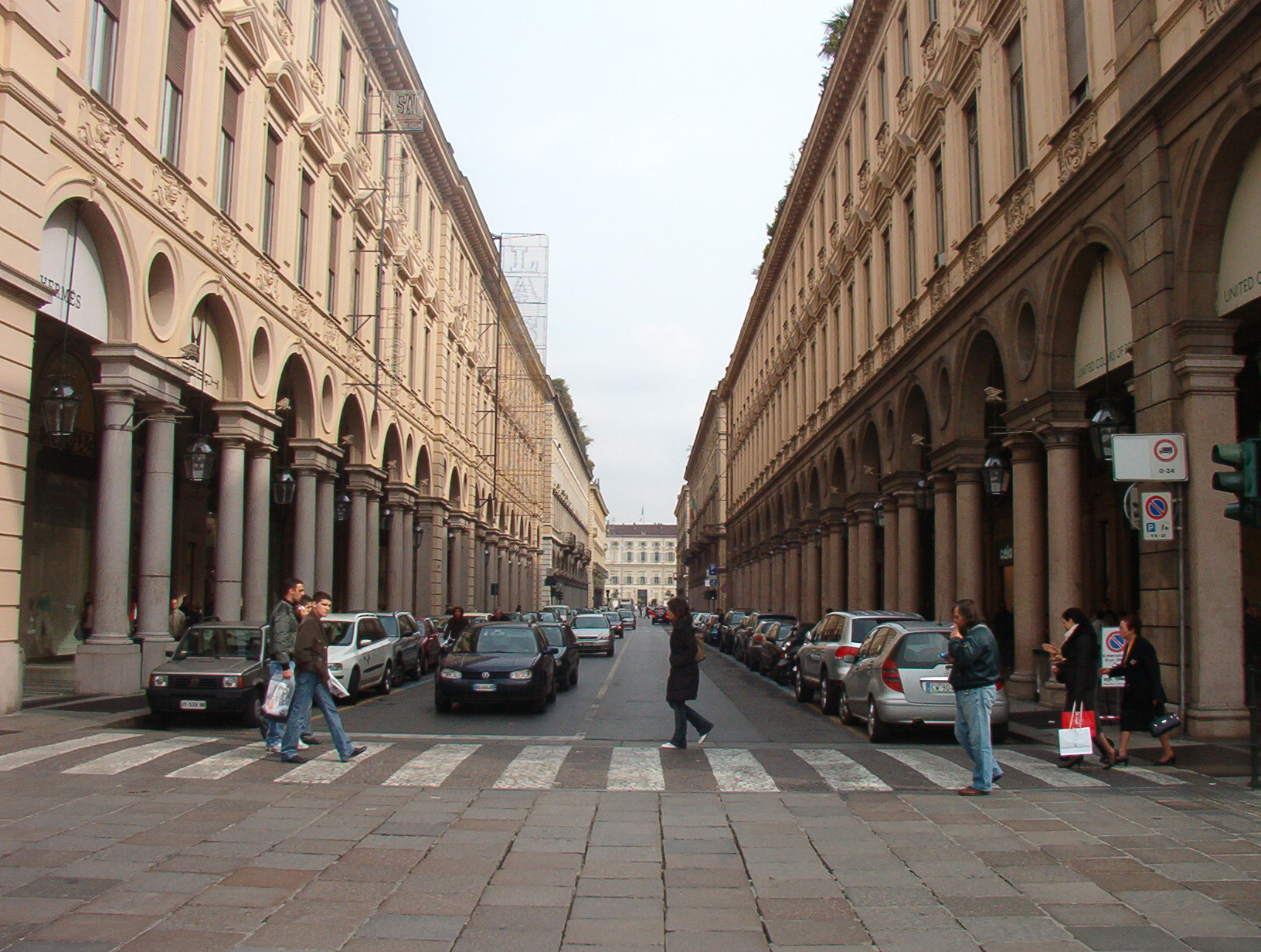
Via Roma

### Gli ampliamenti a partire dal XVI secolo
Per tutto il Medioevo, il centro di Torino rimase confinato nell'antica cinta muraria. Soltanto dopo il 1563, quando i Savoia trasferirono qui la capitale del loro ducato dalla precedente città (oggi francese) di Chambéry, si cominciò considerare l'esigenza di grandi ampliamenti architettonici.
Il primo intervento ebbe luogo nel 1567, con la costruzione nell'angolo ovest delle città (all'incrocio delle attuali via Cernaia e corso Siccardi) di una possente cittadella fortificata, di cui ora rimane solamente il mastio. La prima espansione verso sud venne realizzata soltanto nel 1620, sull'asse dell'attuale via Roma, con la costruzione della cosiddetta "contrada Nuova", "Via Nuova" e "Porta Nuova", nell'area dove sorgerà l'omonima stazione ferroviaria, e l'erezione di una nuova cinta muraria.
Il XVIe il XVII secolo diventarono quindi i periodi del barocco sabaudo, con la nascita di prestigiosi palazzi e nuove chiese, oltre che signorili piazze, una per tutte Piazza San Carlo. Nel 1663 si ebbe un secondo ampliamento a est, lungo l'asse della "via di Po" (via Po) e la costruzione del vicino Palazzo Carignano. Nel 1714, venne poi iniziato un terzo ampliamento in direzione nord-ovest, nell'area detta "Porta di Susa" o Segusina, con la costruzione dell'attuale Piazza Statuto.
A partire dal XIX secolo, la città si espanse quindi al di fuori delle mura, giungendo ad occupare tutte le aree extra moenia, che diedero vita a quartieri della allora periferia, essenzialmente: a sud il già esistente borgo (o contrada) "Nuovo", a ovest il Borgo Dora e Valdocco, a nord-est il Vanchiglia. Fu l'architetto e consigliere comunale Carlo Ceppi che, per primo, ruppe l'ortogonia delle vie del Quadrilatero Romano e del centro cittadino in genere, progettando, nel 1884, l'obliqua Via Pietro Micca in stile eclettico, ed al quale fu poi affidata la progettazione dell'adiacente quartiere di Crocetta in stile liberty.

## Oggi

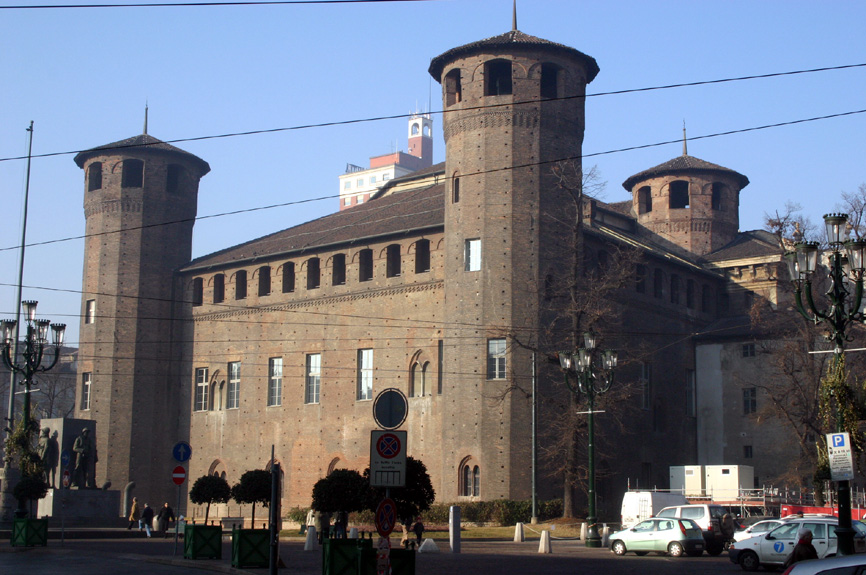
Palazzo Madama, costruito sui resti dell'antica porta romana, indica storicamente l'esatto centro della città di Torino

Il concetto di un "centro di Torino" (come quartiere) è relativamente recente: fino all'inizio del XX secolo, il "Centro" era appunto suddiviso in borghi o contrade, normalmente associate alle funzioni commerciali o collegate alle parrocchie di competenza: ad esempio, la zona di via XX Settembre si chiamava la "Misericordia", la zona adiacente a via Accademia Albertina era "contrada San Filippo", ecc.
In memoria della vecchia fortificazione Savoia-Acaja e della sede dell'antica residenza sabauda del Palazzo Reale, per l'urbanistica e la topografia, la numerazione civica delle strade e delle distanze chilometriche, fu istituita in Piazza Castello, come vero e proprio "centro" della città.
L'area di Via Po, via Garibaldi, Via Roma, Via Pietro Micca, Piazza Castello e Piazza San Carlo ospitano, tradizionalmente, i più prestigiosi negozi della città.
Allo stesso modo, a cavallo fra le vie XX Settembre e via Arsenale, hanno una sede storica gli istituti di credito, come la Cassa di Risparmio di Torino e la sede torinese della Banca d'Italia.
In piazza Palazzo di Città (l'antica piazzetta delle Erbe) si trova la sede del Comune di Torino, in Piazza Castello quella storica della Regione Piemonte (e in Via Vittorio Alfieri del Consiglio Regionale del Piemonte), mentre nel Palazzo Dal Pozzo della Cisterna (via Maria Vittoria) quella della Provincia di Torino. Da notare come l'organizzazione sabauda avesse localizzato in maniera organica i vari ministeri della capitale: in particolare, tutte le sedi istituzionali (il Palazzo Reale, la sede del Parlamento, la sede del Senato, la sede della Zecca di stato e della Banca d'Italia ed i vari ministeri), erano distribuiti su un'area molto limitata, in modo da rendere le comunicazioni ed i collegamenti quanto più rapidi possibile. Di particolare interesse inoltre, furono i prestigiosi teatri, oggi ancora attivi.

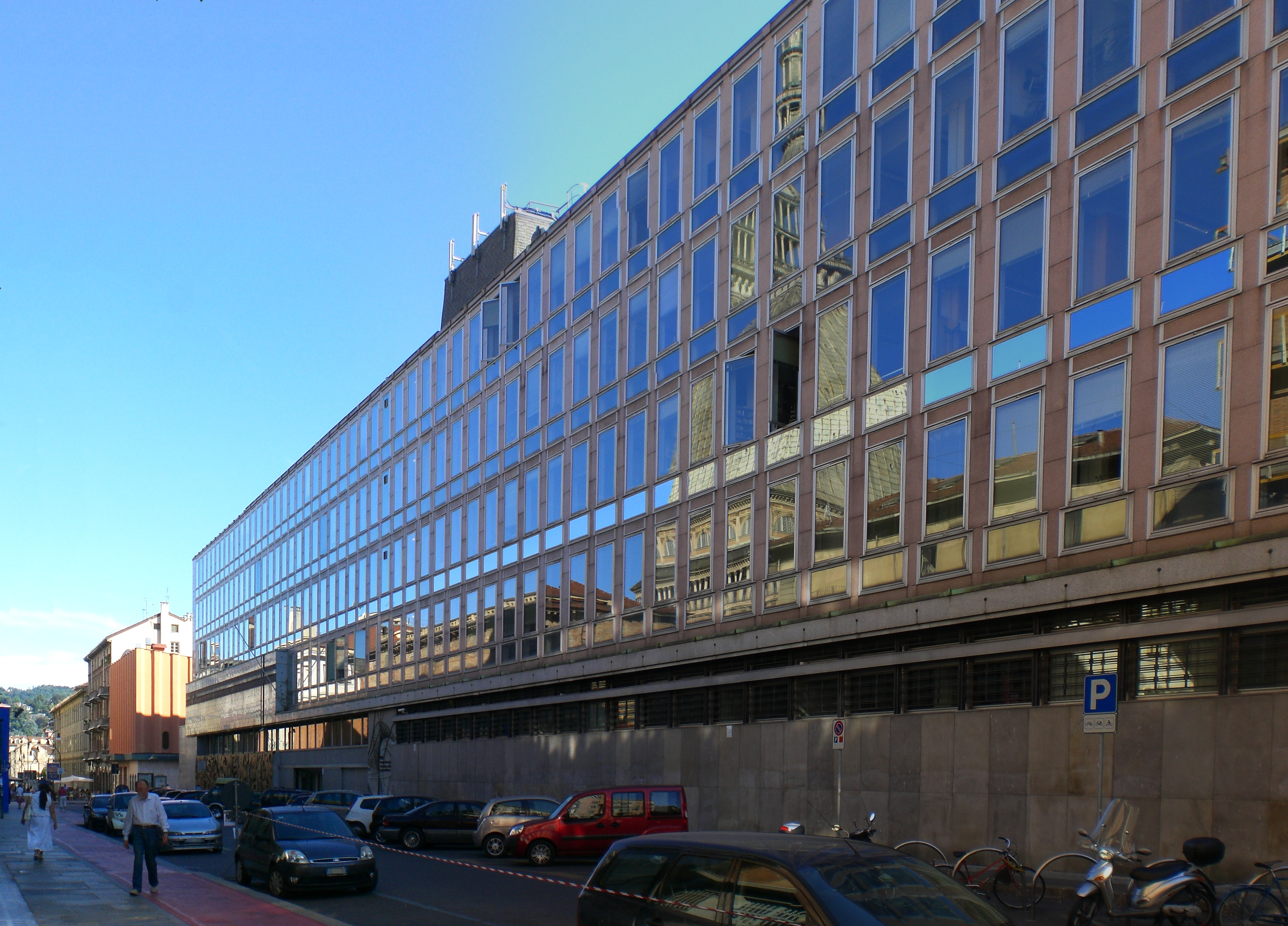
La sede torinese della Rai, a sua volta sede del Museo della Radio e della Televisione. Nelle finestre è visibile il riflesso della Mole Antonelliana.

 Il più celebre è certamente il Regio di Piazza Castello, voluto da Vittorio Amedeo II e progettato dallo Juvarra nel 1740. Altri teatri famosi in centro rimangono il Carignano, l'Alfieri, e lo Stabile, quest'ultimo un teatro di prosa sorto nel 1955 nel già preesistente Teatro Gobetti di Via Rossini.

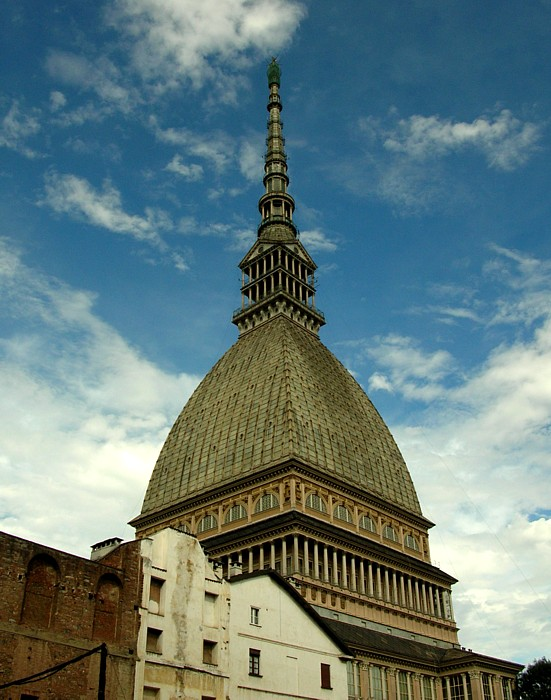
Mole Antonelliana

La parte nord-orientale del centro è delimitata dall'ampia Piazza Vittorio Veneto, a ridosso del fiume Po, e dall'adiacente quartiere Vanchiglia. In questa zona sono da citare, ovviamente, la nota Mole Antonelliana, monumento simbolo della città e oggi utilizzata come sede del Museo nazionale del Cinema.
Il terreno su cui sorse rimaneva al di fuori della cittadella del XV secolo, presso la cosiddetta "contrada del cannon d'oro", rimasta fortificata fino all'arrivo di Napoleone Bonaparte. Quest'ultimo fece abbattere il bastione, rendendo il terreno più instabile e creando successivi problemi alla futura costruzione della Mole. Tale contrada inglobò anche l'adiacente al Palazzo Reale (XVII secolo), e parallela all'antica via di Po, zona chiamata "contrada della Posta" o "contrada dell'Ippodromo" (l'attuale inizio di Via Rossini e Via Verdi), per via delle regie scuderie, costruite tra il XVII e XVIII secolo, oggi rivalutate nei due edifici denominati, appunto, la "Cavallerizza Reale".
Adiacente alla Mole troviamo la sede dove nacque l'Unione radiofonica italiana e la celebre (e ancora operativa) Rai TV di Via Verdi.
Una nota particolare meritano infine i caffè storici, alcuni dei quali (Mulassano, Caffè Torino, Caffè Baratti & Milano, Caffè Fiorio, Caffè Pepino, Caffè Confetteria Al Bicerin dal 1763 e Ristorante Del Cambio), sono stati riconosciuti monumenti di importanza storica dal Ministero per i Beni e le Attività Culturali, sia perché notevoli dal punto di vista dell'arredamento o dell'architettura, ma soprattutto perché non è errato sostenere che, proprio ai tavolini di questi antichi caffè, si siano decisi, fin dal Risorgimento, i destini dell'Italia. 
Molte vie centrali di Torino hanno cambiato nome nel corso degli anni in seguito ad avvenimenti storici: ad esempio l'attuale via Verdi, fino a 90 anni fa era chiamata "via della Zecca". 
Diverse via o piazze del centro della città sono inoltre note con soprannomi: piazza Carlo Alberto è nota come la "piazzetta", mentre piazza Carlo Emanuele II è nota come "Piazza Carlina"; Piazza della Repubblica è da sempre più nota con il nome di "Porta Palazzo", in piemontese Porta Pila; corso Regina Margherita è noto come corso "Regina", Piazza Savoia, come "l'Obelisco". Lasciando il quartiere centro (ma solo di pochi isolati), il Borgo Dora è universalmente noto come il "Balon", fino a qualche anno fa non era raro trovare persone anziane che riferendosi a corso Matteotti, lo chiamasse "corso Oporto", che era il suo nome fino alla fine della seconda guerra mondiale, o parlasse di via Garibaldi, riferendovisi col vecchio toponimo "via di Dora Grossa".
Curiosa è la storia di Piazza Vittorio Veneto: quando fu necessario scegliere una piazza da dedicare alla battaglia di Vittorio Veneto, la scelta cadde su questa piazza in quanto, essendo al tempo già dedicata a Vittorio Emanuele I di Savoia era popolarmente chiamata "piazza Vittorio". Visto che era presente un "Vittorio" in entrambi i nomi, in questo modo non sarebbe stato necessario cambiare il soprannome e le abitudini dei torinesi.

## Monumenti e luoghi d'interesse
Elenco non totale, in ordine alfabetico:
- Accademia Albertina di Belle Arti
- Albergo Nazionale
- Archivio di Stato
- Archivio Storico
- Auditorium Rai Arturo Toscanini
- Basilica del Corpus Domini
- Basilica Mauriziana
- Biblioteca Civica Centrale
- Biblioteca Nazionale Universitaria
- Caffè Baratti & Milano
- Caffè Confetteria Al Bicerin dal 1763
- Caffè Fiorio
- Caffè Mulassano
- Caffè Norman
- Caffè Platti
- Caffè San Carlo
- CAMERA - Centro Italiano per la Fotografia
- Cappella dei Banchieri, Negozianti e Mercanti
- Casa Broglia
- Casa dei Romagnano
- Casa del Pingone
- Casa del Senato
- Casa Saiba
- Cattedrale Metropolitana di San Giovanni Battista
- Cavallerizza Reale
- Centro di Produzione Rai (col Museo della Radio e della Televisione)
- (ex) Centro direzionale RIV
- Centro Pannunzio
- Chiesa dei Santi Angeli Custodi
- Chiesa dei Santi Martiri
- Chiesa della Madonna degli Angeli
- Chiesa della Madonna del Carmine
- Chiesa della Misericordia
- Chiesa della Santissima Annunziata (Via Po)
- Chiesa della Santissima Annunziata (Via delle Orfane)
- Chiesa della Santissima Trinità
- Chiesa della Visitazione
- Chiesa dell'Immacolata Concezione
- Chiesa dello Spirito Santo
- Chiesa del Santissimo Sudario
- Chiesa di San Carlo
- Chiesa di San Dalmazzo
- Chiesa di San Domenico
- Chiesa di San Filippo Neri
- Chiesa di San Francesco da Paola
- Chiesa di San Francesco d'Assisi
- Chiesa di San Francesco di Sales
- Chiesa di San Giuseppe
- Chiesa di San Lorenzo
- Chiesa di San Massimo
- Chiesa di San Michele Arcangelo
- Chiesa di San Rocco
- Chiesa di Santa Barbara Vergine e Martire
- Chiesa di Santa Chiara
- Chiesa di Santa Cristina
- Chiesa di Santa Croce
- Chiesa di Sant'Agostino
- Chiesa di Santa Maria della Consolazione
- Chiesa di Santa Maria di Piazza
- Chiesa di Santa Pelagia
- Chiesa di Santa Teresa
- Chiesa di San Tommaso
- (ex) Cinema Corso
- Circolo degli Artisti
- Collegio Artigianelli
- Conservatorio Statale di Musica Giuseppe Verdi
- Convitto Nazionale Umberto I
- Corso Galileo Ferraris (un tratto)
- Eco (scultura)
- Forte del Pastiss
- Galleria dell'Industria Subalpina
- Galleria Sabauda
- Galleria San Federico
- Galleria Umberto I
- Giardini Reali
- Gioielleria Musy Padre e Figli
- Hotel Principi di Piemonte
- Istituto Tecnico Industriale Statale Amedeo Avogadro
- Libreria Antiquaria Bourlot
- Libreria Antiquaria Pregliasco
- Liceo Classico e Linguistico Statale Vincenzo Gioberti
- Liceo Classico Statale Massimo d'Azeglio
- Maison Del Cambio
- Mole Antonelliana (col Museo Nazionale del Cinema)
- Monumento a Emanuele Filiberto di Savoia
- Monumento a Emanuele Filiberto Duca d'Aosta
- Monumento Nazionale al Carabiniere
- Musei Reali
- Museo Civico Pietro Micca e dell'Assedio di Torino del 1706
- Museo della Sindone
- Museo del Risparmio
- Museo di Antichità
- Museo di Antropologia ed Etnografia dell'Università
- Museo di Arti Decorative Accorsi - Ometto
- Museo Diocesano
- Museo Internazionale delle Arti Applicate Oggi
- Museo Regionale di Scienze Naturali
- Museo Storico Nazionale dell'Artiglieria
- Palazzo Asinari di San Marzano
- Palazzo Barolo
- Palazzo Bellia
- Palazzo Benso di Cavour
- Palazzo Biandrate Aldobrandino di San Giorgio
- Palazzo Birago di Borgaro
- Palazzo Cacherano di Bricherasio
- Palazzo Campana
- Palazzo Carignano (già col regio Parlamento subalpino, oggi col Museo Nazionale del Risorgimento Italiano)
- Palazzo Ceriana
- Palazzo Chiablese
- Palazzo Civico
- Palazzo Dal Pozzo della Cisterna (con la Biblioteca di Storia e Cultura del Piemonte Giuseppe Grosso)
- Palazzo degli Affari
- Palazzo del Collegio delle Province
- Palazzo del Governo
- Palazzo della Banca Commerciale Italiana
- Palazzo della Borsa Valori
- Palazzo dell'Accademia delle Scienze (col Museo Egizio)
- Palazzo dell'Accademia Reale/Militare
- Palazzo dell'Arsenale
- Palazzo delle Poste e dei Telegrafi
- Palazzo dell'Università
- Palazzo del Seminario Metropolitano
- Palazzo del Senato Sabaudo
- Palazzo Graneri della Roccia
- Palazzo Grondana
- Palazzo Gualino
- Palazzo Lascaris di Ventimiglia
- Palazzo Madama e Casaforte degli Acaja (col Museo Civico d'Arte Antica)
- Palazzo Mazzonis (col Museo d'Arte Orientale)
- Palazzo Nuovo
- Palazzo Pietro Micca
- Palazzo Priotti
- Palazzo Provana di Collegno
- Palazzo Reale
- Palazzo Roero di Guarene
- Palazzo Saluzzo di Paesana
- Palazzo Scaglia di Verrua
- Palazzo Siccardi
- Palazzo Solaro del Borgo
- Palazzo Tapparelli d'Azeglio
- Palazzo Trucchi di Levaldigi
- Palazzo Valperga Galleani di Canelli e di Barbaresco
- Piazza Carignano
- Piazza Carlo Alberto
- Piazza Carlo Emanuele II
- Piazza Carlo Felice
- Piazza Castello
- Piazza Cavour
- Piazza C.L.N.
- Piazza Giambattista Bodoni
- Piazza Palazzo di Città
- Piazza San Carlo
- Piazza San Giovanni
- Piazza Savoia
- Piazza Solferino
- Piazza Statuto
- Piazza Vittorio Veneto (col Cinema Classico)
- Piazza XVIII Dicembre
- Polo del '900
- Porta Palatina
- Pozzo Grande (Cisternone) della Cittadella
- Santuario di Sant'Antonio da Padova
- Scuola di Applicazione dell'Esercito
- Scuola Primaria Niccolò Tommaseo
- Scuola Secondaria di Primo Grado Lorenzo il Magnifico
- Stazione Meteorologica di Torino Centro
- Teatro Carignano
- Teatro Gianduia
- Teatro Gobetti
- Teatro Regio
- Teatro Romano
- Teatro di Torino (ex Teatro Scribe)
- Teatro Vittorio Alfieri
- Terrazza Solferino
- Torre Littoria
- Torre Solferino
- Torre XX Settembre
- Via Cernaia
- Via Garibaldi
- Via Pietro Micca
- Via Po
- Via Roma
- Via XX Settembre

## Esoterismo
Torino è considerata la capitale italiana dell'occultismo in quanto appartiene a due triangoli esoterici: uno di magia bianca assieme a Praga e Lione e uno di magia nera assieme a Londra e San Francisco, e presenta due punti di luce e di tenebre: il primo si trova nei pressi di piazza Castello, l'altro è invece in piazza Statuto. Molti luoghi e monumenti che si trovano nel centro storico del capoluogo sabaudo riflettono le sue tradizioni simboliche e occulte.